# PFC Naftex Burgas
El PFC Naftex Burgas fue un equipo de fútbol de Bulgaria que alguna vez militó en la Liga Profesional de Bulgaria, la liga de fútbol más importante del país.
Fue fundado en el año 1964 en la ciudad de Burgas con el nombre Neftochim Burgas por unos empleados de la Refinadora de Petróleo Neftochim, aunque en su primer torneo usaron el nombre Stroitel. En 1964 cambiaron su nombre al de Neftochimic y en 1969 con la aparición de Régimen Comunista en Bulgaria, decidieron hacer un solo equipo de la ciudad de Burgas, por lo que los mejores jugadores del Neftochimic se fueron a jugar al otro equipo de la ciudad, el Chernomorets, provocando la desaparición del primer equipo, aunque el equipo reserva todavía jugaba en las divisiones amateur del país.
Entre 1969 y 1981, solo empleados de la Refinadora Petrolera podían ser parte del equipo, siendo la sombra de sus rivales locales Chernomorets, los cuales jugaban en la Liga Profesional de Bulgaria, la mejor liga del país.
En 1981, el Lokomotiv Burgas (fundado en 1932), fue destruido por la expansión ferroviaria para fusionarse dentro del Neftochimic, equipo que cambió de nombre por el de DSF Neftochimic para volverse un equipo profesional, aunque fue registrado oficialmente en 1986, por lo que hay una confusión en su origen, ya que no se cuenta con mucha información de lo que sucedió con el equipo antes de 1986.

Jugó en la Liga Profesional de Bulgaria por primera vez en 1993, liga que jugó en 10 ocasiones y en la temporada 2004, el equipo empezó a tener problemas internos, 2 años después, el equipo pasó a ser una filial de sus rivales Chernomorets y en el año 2009 el equipo desaparece. Sus títulos más importantes fueron las dos Copas de la liga profesional ganadas en 1996 y 1997.
A nivel internacional participó en 2 torneos continentales, donde su mejor participación fue en la Copa UEFA de 2000/01, donde avanzó de Ronda.
En el año 2009, un equipo llamado Athletic se cambió el nombre por el de PFC Neftochimic Burgas y se declaran los dueños y sucesores del viejo equipo desaparecido, actualmente juega en la Segunda División de Bulgaria.

## Palmarés

### Torneos nacionales (2)
| Competiciones Nacionales       | Títulos           | Subcampeonatos |
| ------------------------------ | ----------------- | -------------- |
| Primera Liga de Bulgaria (0/1) |                   | 1996-97.       |
| Copa de Bulgaria (0/1)         |                   | 1999-00.       |
| Copa de la UBF (0/1)           |                   | 1990-91.       |
| Copa de la Liga (2/0)          | 1995-96, 1996-97. |                |

## Participación en Competiciones de la UEFA
- Copa UEFA: dos apariciones

1998 - Ronda Preliminar
2001 - Primera Ronda

## Jugadores destacados
| - Ilia Gruev - Radostin Kishishev - Velian Parushev - Stoyko Sakaliev - Stancho Tzonev - Georgi Chilikov - Mitko Trendafilov - Todor Yanchev - Stanimir Dimitrov - Todor Kiselichkov - Milen Georgiev | - Anton Spasov - Blagomir Mitrev - Vesko Petkov - Gancho Evtimov - Veselin Shulev - Miroslav Kosev - Veselin Branimirov - Rosen Petrov - Dian Petkov - Simeon Chilibonov - Vanyo Kostov | - Vesko Petkov - Valentin Naydenov - Krasimir Dimitrov - Yordan Gospodinov - Zlatko Yankov - Andrea Parola - Mario Nuñes - Daniel Morales - Tomáš Mica - Saša Viciknez |

## Entrenadores destacados
| - Ivan Vutov - Dimitar Stoychev | - Georgi Vasilev - Dimitar Dimitrov |